# Ubii

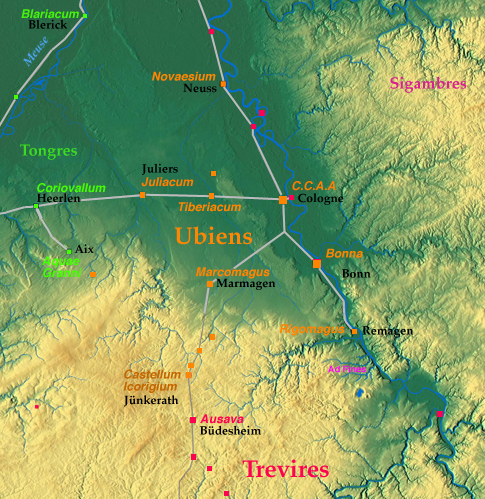
Topografie în jurul CCAA, drumuri romane, Limes și ubii - proximitatea tongrilor și trevirilor - dincolo de Rin, în Germania: sigambrii.

Ubii erau triburi germanice din Antichitatea greco-romană. 
Trăiau pe malul drept al Rinului. Iulius Caesar a făcut o alianță cu ei în 55 î.Hr.. În 19 î.Hr., au fost deplasați de romani pe malul stâng, sub autoritatea lui Marcus Vipsanius Agrippa. Zece ani mai târziu, Agrippa a fondat pe teritoriul lor Colonia Claudia Ara Agrippinensium (actualul oraș Köln), care a devenit capitala lor.
Ubii au fost informatori ai lui Iulius Caesar în timpul războiului galic. Au fost aliați leali ai romanilor și i-au ajutat pe aceștia la reprimarea revoltei batavilor în 70. Au fost foarte sensibili la cultura romană și și-au schimbat apoi numele în agrippenses, în onoarea lui Agrippa. Au susținut trupele romane în războiul contra marcomanilor în Pannonia, în 166-167. În 306, laetii franci salieni au luptat cu ubienii contra alemanilor. Identitatea lor s-a pierdut apoi cu francii în nordul Galiei.

### Izvoare primare
- Caius Iulius Caesar, De Bello Gallico, libri IV et VI.
- Dio Cassius, Istoria romana, liber XXXIX.
- Tacit, Annales, libri I, XII-XIII.
- Tacit, Germania.
- Strabon, Geografia, IV (Gallia); VII, 1 (Germania);

### Izvoare secundare
- Todd, Malcolm (2004), The early Germans (în engleză) (ed. 2), Malden: Blackwell Publishing, ISBN 978-1-4051-1714-2
- Mallory, James Patrick (1997), À la recherche des Indo-Européens, Paris: Seuil, ISBN 978-2-02-014390-5
- Balard, Michel (1988), Des Barbares à la Renaissance, Paris: Hachette, ISBN 978-2-010-06274-2